# Bernales (Vizcaya)
Bernales es una entidad de población española del municipio de Valle de Carranza, perteneciente a la provincia de Vizcaya, en la comunidad autónoma del País Vasco.

## Historia
Hacia mediados del siglo XIX, el lugar ya pertenecía al ayuntamiento de Valle de Carranza. Aparece descrito en el cuarto volumen del Diccionario geográfico-estadístico-histórico de España y sus posesiones de Ultramar de Pascual Madoz con las siguientes palabras:

BERNALES: barrio en la prov. de Vizcaya, part. jud. de Valmaseda, ayunt. y valle de Carranza.
(Madoz, 1846, p. 277)

En 2022, tenía empadronados veintinueve habitantes